# Máma mezi Marťany
Máma mezi Marťany je americká animovaná pohádka z roku 2011 režírovaná Simonem Wellsem natočená podle knihy Berkeleyho Breatheda.

## Děj
Na Marsu jsou děti (v terminologii Marťanů klíčkové) vychovávány robomatkami. Vždy, když se noví klíčkové vylíhnou, Marťanky unesou některou z pozemských matek, aby podle ní byly naprogramovány robomatky. Jako vhodná matka je vybrána matka kluka jménem Milo. Když Milo zjistí, že jeho maminka je unášena, běží za únosci a doběhne až k raketě. Raketa ho při vzletu zachytí a Milo se tak dostane až na Mars.
Na Marsu Marťanky Milovu maminku odnesou do věže a Mila zavřou do vězení. Marťanskému vězení se najednou otevře a Milo je instruován, aby skočil do odpadové šachty, což Milo udělá, až když na něj začnou Marťanky střílet. Když Milo dopadne na hromadu odpadu, seskupí se kolem něho chlupatí Marťané, kterým se snaží vysvětlit, že hledá maminku. Marťané mu ale nerozumí. Poté je Milo odnesen robotickým balónem do vzdušného sídla, kde žije Gribble. Gribble Milovi řekne, že je na Marsu tajným agentem. Milo po něm chce, aby mu Gribble pomohl osvobodit maminku, což Gribble nejprve odmítá, ale pak souhlasí a půjčí Milovi Marťanský oblek. Vysvětlí mu, že má čas do svítání, protože programovací zařízení robomatek využívá slunečního světla. Když Milo odejde ze vzdušného sídla, ukáže se, že Gribble Milovi pomoct nechce, že chce Mila pouze dostat do nebezpečí a pak ho zachránit, aby mu poté uvěřil, že jeho mamince pomoct nejde.
Milo se dostane mezi Marťanky a zjistí, že důležitá je dozorkyně. Také si všimne někoho, kdo po zdech kreslí graffiti a od Gribbla se dozví, že to se dozorkyni nelíbí. Když se Milo chce dostat do věže, musí projít kontrolou, kde Marťanky zjistí, že je pozemšťan. Gribble ho chce podle jeho plánu zachránit, ale omylem otevře jiné propadlo. Milo ale alespoň může utéct. Mezitím Marťanky najdou a chytí Gribbla. Milo se schová v místnosti, která je vysoko ve věži. Přestože se bojí, vyleze oknem ven, takže ho Marťanky nenajdou. V té chvíli ale po věži jiná Marťanka kreslí graffiti. Povede se jí Mila shodit a tak ho letí zachránit. Když se ho snaží očistit, zjistí že je pozemšťan a začne mluvit pozemskou řečí. Marťanka se mu představí jménem Key.
Milo Marťance uteče na skládku, ale zjistí, že Gribblovo sídlo bylo zničeno, Gribblova robotická kočka mu ukáže, že Gribbla chtějí popravit. Milo najde Gribblovu osobní schránku, ve které najde boty a Gribblovo tričko s fotografií, na které je jako malý chlapec s tatínkem. Z trička také Milo zjistí, že Gribble se ve skutečnosti jmenuje George Ribble. S pomocí robotické kočky se Milo snaží Gribbla zachránit před popravu, což se mu ale moc nepovede, pouze povalí Marťanky, které mají vykonat popravu. Marťankám vypadnou zbraně a jedna z nich se dostane do rukou přihlížející Marťance Key. Ta zbraň hodí Milovi a Gribblovi. Milo udělá několik děr do podlahy a díky tomu se oba dva propadnou až do podmarsí. Tam Gribble vypráví Milovi skutečný příběh, jak se dostal na Mars a co Marťanky udělali s jeho maminkou a rozhodne se Milovi pomoct. S pomocí robotické kočky Mila a Gribbla najde Marťanka Key. Milo Gribblovi vysvětlí, že Key je nechce zastřelit. Gribble se opře o stěnu jeskyně, ze které opadají nánosy a objeví se kresba marťanské rodiny (táta, máma a dítě) a Key zjistí, že Marťanky nebyly odjakživa vychovávány robomatkami a že jim dozorkyně lhala. Kresbu si vyfotí.
Key pomůže Milovi a Gribblovi dostat se do věže. V řídicím centru odklidí obsluhu. Tam zjistí, že aby Milovu maminku mohli zachránit, musí se dostat k raketě, odkud je možné se dostat na povrch k Milově mamince. Také zjistí, že Marťané ze skládky byli zajati, a že se rodí noví klíčkové a chlapci jsou odneseni na skládku. Když Gribble zjistí, že Marťané jsou ve vězení, vězení otevře.
Když se dostanou k raketě, Milo s druhou dýchací helmou jde ke kopuli, kde leží jeho maminka. Cestou ale zakopne a propadne do prohlubně. Odtamtud se neúspěšně snaží dostat, v poslední chvíli ho zachrání Gribble na létacím zařízení a odnese ho ke kopuli. Tam se Milo snaží maminku odpoutat, zatímco Gribble rozbije hlavní vstup do obytného komplexu na Marsu. Dozorkyně ale už ven vyšla. Milo mamince vysvětlují, že jsou na Marsu a že mají dvě minuty na to, aby se dostali k raketě, protože Key spustila odpočítávání. Když oba běží k raketě, dozorkyně se je snaží zabít, ale Gribble jí zneškodní. Milo zakopne a rozbije si dýchací helmu. Jeho maminka mu dá svojí a sama se začne dusit. Gribble neví, co dělat, protože další dýchací helma je v zavřeném komplexu. Po chvíli se rozběhne, proběhne kolem Mila a jeho maminky, doběhne až ke kameni a začne hrabat v písku, odkud vyhrabe dýchací helmu a nasadí ji Milově mamince. Mezitím se Key naučí létat s raketou. Když už to vypadá, že všichni mohou odletět, objeví se dozorkyně a přikáže strážným, aby všechny odvedli do vězení, Key ale promítne vyfocený obrázek z hlubin Marsu a vysvětlí ostatním, že se o ně odjakživa robomatky nestaraly, že měli žít jako rodiny a že jim dozorkyně lhala. Strážkyně pak odvedou dozorkyni do vězení.
Gribble s Key odvezou Mila a jeho maminku zpět na zem a vrátí se zpět na Mars. Chvíli poté, co Milo a jeho maminka vejdou do domu, objeví se i jehi tatínek. Milo jde odnést odpad a venku ho zničí laserovou zbraní z Marsu.
Na Marsu začínají Marťané a Marťanky žít jako rodiny a Key učí ostatní o barvách.